# Албин, Игорь Николаевич
Игорь Николаевич А́лбин (до 2014 года — Слюня́ев; род. 4 октября 1966, Исилькуль, Омская область, РСФСР, СССР) — российский государственный деятель.
Губернатор Костромской области (25 октября 2007 — 13 апреля 2012), министр регионального развития Российской Федерации (17 октября 2012 — 8 сентября 2014), вице-губернатор Санкт-Петербурга (12 ноября 2014 — 26 декабря 2018).

## Биография
Родился 4 октября 1966 года в городе Исилькуль Омской области. Детство прошло в совхозе «Карагандинский» Возвышенского района Северо-Казахстанской области Казахской ССР.
С 1983 года работал в Карагандинском государственном университете рабочим, затем лаборантом, совмещая работу с учёбой на вечернем отделении университета.
С 1984 года по 1986 год служил в воздушно-десантных войсках Советской Армии.
С 1986 года по 1988 год учился в МГУ имени М. В. Ломоносова на химическом факультете.
В 1988 году служил в органах внутренних дел, стал слушателем, а затем адъюнктом Московской высшей школы милиции МВД СССР, которую окончил в 1992 году. Был секретарём комсомольской организации, занимался формированием стройотрядов.
С 1994 года по 1996 год — заместитель председателя правления «Моссибинтербанка», советник по экономике и финансам Российского союза промышленников и предпринимателей.
С 1996 года был советником управления делами, начальником управления финансово-кредитных отношений, с 28 января 1997 года по 20 ноября 1998 года — заместителем министра по сотрудничеству с государствами-участниками СНГ.
В 1999 году закончил Российскую академию государственной службы при Президенте Российской Федерации (РАНХиГС) по специальности «правоведение, государственное и муниципальное управление, финансы и кредит».
В феврале 1999 года Слюняев занял пост начальника управления обеспечения доходов дорожных фондов Федеральной дорожной службы России, а в августе 1999 года — заместителя генерального директора Федерального дорожного агентства (бывшего ФДС).
С 2000 года по 2004 год — заместитель министра транспорта Российской Федерации, первый заместитель министра транспорта Российской Федерации — руководитель Государственной службы дорожного хозяйства, член Комиссии Правительства России по вопросам агропромышленного комплекса.
В 2002 году защитил диссертацию «Криминальное перемещение капитала: Характеристика и социальный контроль» на соискание учёной степени кандидата юридических наук по специальности 12.00.08 «Уголовное право и криминология; уголовно-исполнительное право» в диссертационном совете при Омской академии МВД России.
С 2006 года по 2007 год — представитель от исполнительного органа государственной власти Алтайского края в Совете Федерации Федерального Собрания Российской Федерации, был заместителем председателя Комитета Совета Федерации по бюджету, членом Комиссии Совета Федерации по взаимодействию со Счётной палатой Российской Федерации, членом Комиссии Совета Федерации по естественным монополиям.
23 октября 2007 года Президент Российской Федерации В. В. Путин внёс кандидатуру И. Н. Слюняева на утверждение на должность губернатора в Костромскую областную думу. 25 октября 2007 года И. Н. Слюняев вступил в должность губернатора Костромской области.
С 29 ноября 2009 по 16 июня 2010 — член президиума Государственного совета Российской Федерации.
13 апреля 2012 года по собственному желанию освобождён от занимаемой должности.
17 октября 2012 года назначен министром регионального развития. Согласно указу Президента России 8 сентября 2014 года Министерство регионального развития Российской Федерации было упразднено.
Является председателем наблюдательного совета Национального инвестиционного агентства «Российское инвестиционное агентство», созданного в декабре 2013 года под эгидой Министерства регионального развития под названием «Инвестируйте в Россию». Его сын Александр Игоревич Хотин входит в состав аналитической группы.
В октябре 2014 года Слюняев сменил фамилию на Албин. Перед этим в течение нескольких лет по его заказу проводились генеалогические исследования родословной его рода. Как утверждает Слюняев, его предки были Албины и в середине XIX века не по своей воле роду пришлось поменять фамилию. Когда он познакомился с исследованием, то появилось желание восстановить историческую справедливость в отношении своего рода.
12 ноября 2014 года назначен вице-губернатором Санкт-Петербурга. Отвечал за решение вопросов капитального строительства и реконструкции объектов недвижимости, архитектуры, градостроительства, выявления, учёта, сохранения, популяризации государственной охраны объектов культурного наследия, транспорта, энергетики и тарифного регулирования.
10 января 2015 года, отвечая по должности за ЖКХ Санкт-Петербурга, в ответ на критику жителей о плохой уборке дворовых территорий предложил жителям не критиковать, а взять лопаты и очистить свои дворы от снега самостоятельно. Через два дня в ответ на это предложение на сайте change.org был инициирован сбор подписей за отставку Албина (Слюняева). Ещё днём позже стало известно, что слушатели «Русской службы новостей» выберут улицу, которую от снега очистит вице-губернатор Санкт-Петербурга Игорь Албин. После этого пресс-служба аппарата чиновника распространила информацию, что Албин принял участие в очистке от снега одного из дворов
15 декабря 2015 года Игорь Албин попал в «Топ 100» газеты «Деловой Петербург» в номинации «Чиновник года» — список лучших топ-менеджеров Петербурга и Ленинградской области, «чьи решения имеют ключевое значение для петербургского рынка».
11 ноября 2018 года после отставки Георгия Полтавченко и назначения Александра Беглова врио губернатора Санкт-Петербурга Игорь Албин, по сообщению портала «Новый проспект», подал заявление об уходе. Но впоследствии сообщалось, что градоначальник убедил вице-губернатора доработать до конца 2018 года.
26 декабря 2018 года врио губернатора Санкт-Петербурга Александр Беглов принял отставку Албина. Ранее Албин заявил, что готов покинуть свой пост из-за проблем обманутых дольщиков. На большой пресс-конференции президента Владимира Путина 20 декабря журналистка подняла данный вопрос, отметив, что в Петербурге вводят в эксплуатацию недостроенные дома. Слухи об отставке Албина и ряда других чиновников ходили задолго до этого, главным образом претензии вызывали многочисленные долгострои и спорная инвестиционная политика.

## Деятельность на посту губернатора Костромской области

### Организация культурных мероприятий
В период губернаторства Слюняева в Костромской области был реализован ряд проектов в сфере культуры и молодёжной политики. С 2010 по 2012 год проводился «Романовский фестиваль», в рамках которого прошли тематические мероприятия, концерты, театрализованные постановки и выставки, в частности, фестиваль «Вифлеемская звезда», молодёжный образовательный форум «Патриот», гонка на собачьих упряжках «Северная Надежда», научная конференция «Романовские чтения», губернаторский благотворительный бал, театрализованное представление «Исторический день», выставка «Время Фаберже», трофи-рейд «Сусанин-трофи» и т. д.. В рамках проекта «Русская национальная патриотическая опера на костромской земле» в 2009—2011 годах были осуществлены постановки под открытым небом опер «Борис Годунов», «Хованщина» и «Князь Игорь». В 2009 году в Костроме был установлен памятник уроженцу Костромского края философу Александру Зиновьеву. В 2010 году были представлены две долгосрочные программы: «Костромская земля: обновление 2010—2015» и «Кострома — душа России».

### Костромская область в рейтингах субъектов РФ
В период с 2007 по 2011 год в рейтинге субъектов Российской Федерации, который ежегодно составлялся Минрегионом России в рамках реализации Указа Президента РФ от 28 июня 2007 года № 825 «Об оценке эффективности деятельности органов исполнительной власти субъектов Российской Федерации», Костромская область переместилась с 75-го на 9-е место по абсолютным показателям эффективности деятельности органов областной исполнительной власти.
По результатам комплексной оценки министерством регионального развития РФ по итогам 2011 года Костромская область вошла в десятку субъектов Российской Федерации с лучшими показателями эффективности деятельности органов исполнительной власти.
В 2011 году Костромская область заняла 1-е место в рейтинге регионов России по динамике улучшения социально-экономических показателей.

### Увеличение госдолга Костромской области
За время пребывания И. Н. Слюняева на посту губернатора государственный долг Костромской области вырос почти в три раза и достиг на 1 декабря 2011 года 9,281 миллиардов рублей, превысив объём собственных доходов бюджета.

### Провал на выборах 2011 года и отставка
На выборах депутатов Костромской областной думы V созыва и органов местного самоуправления 10 октября 2010 года и на выборах в Государственную Думу VI созыва 4 декабря 2011 года И. Н. Слюняев возглавлял региональный партийный список «Единой России», выполняя роль «политического паровоза». На парламентских выборах 2011 года партия власти показала в Костромской области один из самых низких по стране результатов (30,74 % при явке 58,6 %, а в городе Костроме заняла только второе место — 25,24 %), что послужило основанием для прекращения полномочий губернатора досрочно.

## Министр регионального развития РФ
17 октября 2012 года указом Владимира Путина Слюняев назначен министром регионального развития. Подвергался президентом критике в связи с ростом тарифов в несколько раз.
В августе 2013 года министр Слюняев принял участие в организации работ по ликвидации последствий наводнения в Хабаровском крае и Еврейской автономной области.

## Семья
- отец — Николай Владимирович Слюняев
- мать — Людмила Порфирьевна Васильева.
- жена — Ирина Васильевна Хотина, родилась в 1961 году, возглавляла Костромскую областную общественную организации «Союз Чернобыль»[30].
- мать жены — Мария Иосифовна Хотина, родилась в 1929 году.
- сын — Александр Игоревич Хотин, родился в 1989 году, учился в московской школе № 1737 с углубленным изучением английского и немецкого языков, затем — в Финансовом университете при правительстве РФ в Москве[31][32].

## Членство в партиях и организациях
- Член политической партии «Единая Россия» с сентября 2005 года.
- Член Государственного совета Российской Федерации с 2007 по 2012 год[33].

## Награды
- Орден Почёта (2009) — за достигнутые трудовые успехи и многолетнюю добросовестную работу
- Орден Дружбы (2014)
- Почетный знак «За особый вклад в развитие Санкт-Петербурга» (25 апреля 2018) — за особые заслуги перед Санкт-Петербургом в профессиональной деятельности. Решение о награждении принимается на заседании петербургского парламента[34]
- Медаль «За содействие органам наркоконтроля» (ФСКН, 2008) — за существенный вклад в реализацию мер противодействия злоупотреблению наркотиками и их распространению на территории Костромской области
- Орден Преподобного Серафима Саровского третьей степени (Русская Православная Церковь, 12 мая 2018) — за внимание к помощи при строительстве храма Всех Святых в земле Санкт-Петербургской просиявших на Левашовском мемориальном кладбище Санкт-Петербурга[35]
- Памятный патриарший знак «700-летие преподобного Сергия Радонежского» — за активное участие в подготовке к юбилею великого подвижника и молитвенника земли Русской Сергия Радонежского[36]
- Орден Святого царя Константина (Сербская Православная Церковь, 25 сентября 2014) — за любовь к сербскому народу и Церкви[37]
- Почётное звание Международной академии общественных наук «Губернатор года» и гран-при «Золотая лавровая ветвь» (2009)
- Почётный знак Олимпийского комитета России «за заслуги в развитии Олимпийского движения в России» (2009)
- Национальная премия имени Петра Великого (диплом «лучшего менеджера России в сфере управления») (2003) — за значительный личный вклад в развитие дорожного строительства и транспорта Российской Федерации
- Благодарность Президента Российской Федерации (6 декабря 2003) — за большой вклад в ликвидацию последствий стихийного бедствия в южных регионах России
- Почетный знак «За особый вклад в развитие Санкт-Петербурга» (Законодательное собрание Санкт-Петербурга, 2018)[38]

## Классный чин
- Действительный государственный советник Российской Федерации 1 класса (Указ Президента Российской Федерации № 970 от 5 сентября 2002 г.)

## Интересные факты
- После назначения на пост представителя в Совете Федерации от Алтайского края в 2006 году И. Н. Слюняев так о себе рассказал на алтайском форуме bankfax.ru[39]:

Мне 39 лет, русский, православный, получил два высших образования: юридическое и финансовое. Защитил диссертацию по теме: «Криминальное перемещение капитала, характеристики и социальный контроль». Готовлю докторскую диссертацию в развитие этой темы (12.00.08 — уголовное право и криминология). Старшина запаса ВДВ. Служил начальником радиостанции средней мощности. По поводу рожи и фамилии: и то, и другое имеет русские корни. В детстве немного комплексовал. У мамы девичья фамилия — Васильева Людмила Порфирьевна. Фамилию не стал менять так как это могло обидеть моего отца Слюняева Николая Владимировича, мужика, которого я уважаю и человека во всех отношениях достойного, прошедшего путь от моториста до управляющего крупным трестом «Сургутнефтегазстрой» со среднетехническим образованием. Мама — учитель. Самым большим своим достижением в жизни считаю открытие сквозного проезда на автомобильной дороге Чита-Хабаровск.

- Являясь высшим должностным лицом Костромской области, И. Н. Слюняев в публичных выступлениях и личных записях в блоге использовал выражение «Костромская губерния» применительно к современному названию субъекта Российской Федерации[2][40][41]. В официальных речах и публикациях использовалось наименование «Костромская область».